# Godfried van Mâcon
Godfried van Mâcon (overleden in 1065) was van 1049 tot aan zijn dood graaf van Mâcon. Hij behoorde tot het huis Ivrea.

## Levensloop
Godfried was de enige zoon van graaf Otto II van Mâcon uit diens huwelijk met Elisabeth, dochter van heer Hendrik van Vergy.
In 1049 volgde hij zijn overleden vader op als graaf van Mâcon, wat hij bleef tot aan zijn eigen dood in 1065. 
Godfried was gehuwd met ene Beatrix, met wie hij een zoon Gwijde II (overleden in 1108) kreeg, zijn opvolger als graaf van Mâcon.